# Ceraphron plebeius
Ceraphron plebeius är en stekelart som beskrevs av Perkins 1910. Ceraphron plebeius ingår i släktet Ceraphron och familjen pysslingsteklar. Inga underarter finns listade i Catalogue of Life.